# Фабріс Ланрі
Фабріс Ланрі (фр. Fabrice Lhenry; нар. 29 червня 1972, Ліон) — французький хокеїст, що грав на позиції воротаря. Грав за збірну команду Франції. Згодом — хокейний тренер.

## Ігрова кар'єра
Професійну хокейну кар'єру розпочав 1992 року виступами за клуб першого дивізіону «Боксер де Бордо», згодом перейшов до найбільш титулованої команди Франції «Шамоні», ще один сезон Фабріс провів у складі команди «Брест Альбатрос».
Влітку 1997 року перейшов до німецького клубу «Франкфурт Лайонс» за який відіграв два сезони, після чого повернувся до «Шамоні», де провів один сезон. Також один сезон Фабріс відіграв за італійський клуб «Мілан Вайперз».
Влітку 2001 року повернувся до Франції, де підписав контракт з командою «Скорпіон де Мюлуз» за яку виступав наступні чотири сезони.
З 2005 по 2009 роки Ланрі захищав кольори данського клубу «Есб'єрг».
Останні шість років професійної клубної ігрової кар'єри Фабріс провів у складі команди «Драгон де Руан».
Виступав за збірну Франції.

## Нагороди та досягнення
- Чемпіон Франції в складі «Брест Альбатрос» — 1997.
- Чемпіон Франції в складі «Скорпіон де Мюлуз» — 2005.
- Команда всіх зірок чемпіонату Франції — 2005.
- Чемпіон Франції в складі «Драгон де Руан» — 2010, 2011, 2012, 2013.
- Володар Континентального кубка в складі «Драгон де Руан» — 2012.

## Тренерська кар'єра
З 2015 року головний тренер клубу «Драгон де Руан». За підсумками сезону 2020–21 визнаний найкращим тренером Ліги Магнус..